# Allianz Cup
Allianz Cup — профессиональный женский теннисный турнир. Играется на открытых кортах с грунтовым покрытием.
Соревнования традиционно проводятся в столице Болгарии — в Софии в начале осени.

## Общая информация
Благодаря высокому уровню национального женского тенниса в Болгарии периодически появлялось финансирование для организации различного рода профессиональных турниров. Непосредственно Allianz Cup ведёт свою историю с 1991 года. Первые 17 лет своей истории соревнование обладало довольно небольшим призовым фондом в 25 000 долларов США и привлекала к себе в основном игроков, далёких от элиты мирового тенниса. Хотя и в этот период чемпионами турнира становились люди, которые позже добивались немалых успехов в профессиональном туре: так чемпионка турнира 1999 года Марта Марреро через несколько лет вошла в число 50 сильнейших теннисисток мира, а чемпионка турнира-2006 Андреа Петкович и вовсе бывала в элитной десятке.
Статус турнира сильно поменялся в 2008 году: найденное дополнительное финансирование позволило увеличить призовой фонд в четыре раза. Данное событие не могло не сказаться на составе — турнир вошёл в осеннюю европейскую грунтовую серию, проводящуюся между US Open и октябрьскими турнирами высших категорий WTA. На соревнование в куда большем количестве, чем прежде, стали заявляться игроки первой сотни одиночного рейтинга. В 2012 году призовой фонд турнира был вновь снижен до 25 тысяч долларов. Одной из причин этого стала покупка столицей Болгарии прав на Итоговый турнир международной серии WTA.
Победительницы и финалистки
Список чемпионок одиночного турнира весьма разнообразен по составу: за историю соревнований в нём побеждали представительницы 15 стран и ни одной турнир так и не покорился дважды. Лидером своеобразного национального зачёта является Испания, чьи представительницы четырежды поднимали над головой главный приз соревнования, есть среди чемпионок и болгарки. В современной истории турнира наиболее удачно в нём также выступали испанки, завоевавшие два титула и ещё раз игравшие в финале.
Список победителей парных соревнований также весьма многочислен, но здесь нашлись три спортсменки, выигравшие софийский кубок более одного раза — на счету аргентинки Лауры Монтальво и двух болгарок — Любомиры Бачевой и Десиславы Топаловой — по два титула. Однако все эти успехи пришлись на первый период в истории турнира. Не единожды парный турнир покоряли дуэты, составленный из теннисисток, представляющих на тот момент одну страну: на сегодняшний день на счету таких пар десять титулов. Только представительницы Болгарии побеждали на турнире таким образом более одного раза.
Представительницы бывшего СССР также значатся в списках чемпионов софийского турнира. Одиночный турнир покорялся только грузинке Маргалите Чахнашвили, зато парный выигрывало сразу пятеро представительниц бывшего Советского Союза: титулы на счету Карины Курегян (стала чемпионкой ещё представляя СССР), россиянок Веры Душевиной, Галины Воскобоевой (вместе выиграли турнир-2002) и Нины Братчиковой, а также эстонки Марет Ани.

## Финалы разных лет
| Год  | Чемпионка               | Финалистка           | Счёт            |
| ---- | ----------------------- | -------------------- | --------------- |
| 2014 | Андрея Миту             | Виктория Кан         | 6-4 4-6 6-3     |
| 2013 | Патриция Майр-Ахлайтнер | Кристина Кучова      | 6-2 1-6 6-3     |
| 2012 | Кристина-Андрея Миту    | Шэрон Фичмен         | 6-4 3-6 6-3     |
| 2011 | Сильвия Солер-Эспиноса  | Ромина Опранди       | 2-6 6-6 — отказ |
| 2010 | Матильда Юханссон       | Карла Суарес Наварро | 6-4 3-1 — отказ |
| 2009 | Александра Дулгеру      | Татьяна Гарбин       | 6-7(4) 7-5 6-1  |
| 2008 | Нурия Льягостера Вивес  | Цветана Пиронкова    | 6-2 6-3         |
| 2007 | Даница Крстаич          | Магда Михалаке       | 3-6 6-2 6-2     |
| 2006 | Андреа Петкович         | Симона-Юлия Матей    | 7-5 7-5         |
| 2005 | Тамира Пашек            | Кристина Барруа      | 7-6(5) 6-3      |
| 2004 | Вираг Немет             | Зузана Кучова        | 5-1 — отказ     |
| 2003 | Северин Бельтрам        | Патриция Вартуш      | 6-3 6-4         |
| 2002 | Маргалита Чахнашвили    | Десислава Топалова   | 6-3 4-6 6-0     |
| 2001 | Ольга Благотова         | Мария Головизнина    | 7-6(3) 6-4      |
| 2000 | Антоанета Панджерова    | Эвелин Фойт          | 7-5 6-4         |
| 1999 | Марта Марреро           | Любомира Бачева      | 6-2 6-3         |
| 1998 | Десислава Топалова      | Надежда Островская   | 6-4 4-6 6-2     |
| 1997 | Ана Алькасар            | Павлина Стоянова     | 2-6 6-3 6-1     |
| 1996 | Ленка Немецкова         | Франческа Романо     | 6-2 6-3         |
| 1995 | Эмануэла Цардо          | Ивана Гаврликова     | 6-2 6-3         |
| 1994 | Катерина Шишкова        | София Празерес       | 6-3 6-3         |
| 1993 | Лоранс Куртуа           | Светлана Кривенчева  | 6-1 6-1         |
| 1992 | Хайке Руше              | Сандра ван дер А     | 6-3 4-6 6-3     |
| 1991 | Моника Кин              | Майки Бабел          | 7-5 6-3         |

| Год  | Чемпионки                                            | Финалистки                                 | Счёт              |
| ---- | ---------------------------------------------------- | ------------------------------------------ | ----------------- |
| 2014 | Лина Джёрческа Деспина Папамихаил                    | Ребекка Срамкова Юлия Терзийская           | 6-1 6-4           |
| 2013 | Дия Евтимова Виктория Томова                         | Беатрис Гарсия-Видагани Река-Луца Яни      | 6-4 2-6 [10-6]    |
| 2012 | Катажина Питер Барбара Собашкевич                    | Марина Мельникова Ралука Олару             | 7-5 6-1           |
| 2011 | Нина Братчикова Дарья Юрак                           | Александра Каданцу Иоана-Ралука Олару      | 6-4 7-5           |
| 2010 | Элени Данилиду Ясмин Вёр                             | Сандра Клеменшиц Татьяна Малек             | 6-3 6-4           |
| 2009 | Тимея Бачински Татьяна Гарбин                        | Полона Херцог Петра Мартич                 | 6-2 7-6(4)        |
| 2008 | Марет Ани Рената Ворачова                            | Лурдес Домингес Лино Аранча Парра Сантонха | 7-6(4) 7-6(9)     |
| 2007 | Михаэла Бузарнеску Магдалена Кищинска                | Жоана Кортес Тельяна Перейра               | 6-4 6-7(2) [10-4] |
| 2006 | Матея Межак Ника Ожегович                            | Даница Крстайич Маша Зец-Пешкирич          | 6-4 6-3           |
| 2005 | Саня Анчич Тамира Пашек                              | Жоана Кортес Каролина Косинска             | 6-7(9) 6-2 6-4    |
| 2004 | Кира Надь Вираг Немет                                | Габриэла Никулеску Сандра Заглавова        | 2-6 6-2 7-5       |
| 2003 | Десислава Топалова (2) Драгана Зарич                 | Даниэла Клеменшиц Сандра Клеменшиц         | 6-3 7-5           |
| 2002 | Вера Душевина Галина Воскобоева                      | Лаура Дельанжело Натали Виерин             | 3-6 6-4 6-2       |
| 2001 | Ольга Выметалкова Магдалена Зденовцова               | Алёна Антипина Юлиана Федак                | 6-3 6-3           |
| 2000 | Антоанета Пандьерова Десислава Топалова              | Наталья Галоуза Шелли Стефенс              | 6-1 7-6(4)        |
| 1999 | Роса-Мария Андрес-Родригес Кончита Мартинес-Гранадос | Каталина Мароши Надежда Островская         | Без игры          |
| 1998 | Любомира Бачева (2) Майке Каутстал                   | Магда Михалаке Зузана Валекова             | 6-1 7-5           |
| 1997 | Сандра Клёзель Карин Кшвендт                         | Сандра Начук Драгана Зарич                 | 6-4 6-4           |
| 1996 | Лаура Монтальво (2) Ленка Немецкова                  | Теодора Недева Антоанета Пандъерова        | 6-2 6-0           |
| 1995 | Жеральдин Айзенберг Лаура Монтальво                  | Любомира Бачева Река Видац                 | 6-2 6-2           |
| 1994 | Каролина Шнайдер Катажина Теодорович                 | Петра Кучова Катерина Шишкова              | 6-1 6-1           |
| 1993 | Галя Ангелова Любомира Бачева                        | Патриция Маркова Зузана Немшакова          | 6-0 7-5           |
| 1992 | Карина Курегян Киррили Шарпи                         | Галя Ангелова Любомира Бачева              | 7-6 6-2           |
| 1991 | Майки Бабел Вальда Лейк                              | Ивана Гаврликова Катерина Шишкова          | 7-5 6-0           |